# Chả lụa

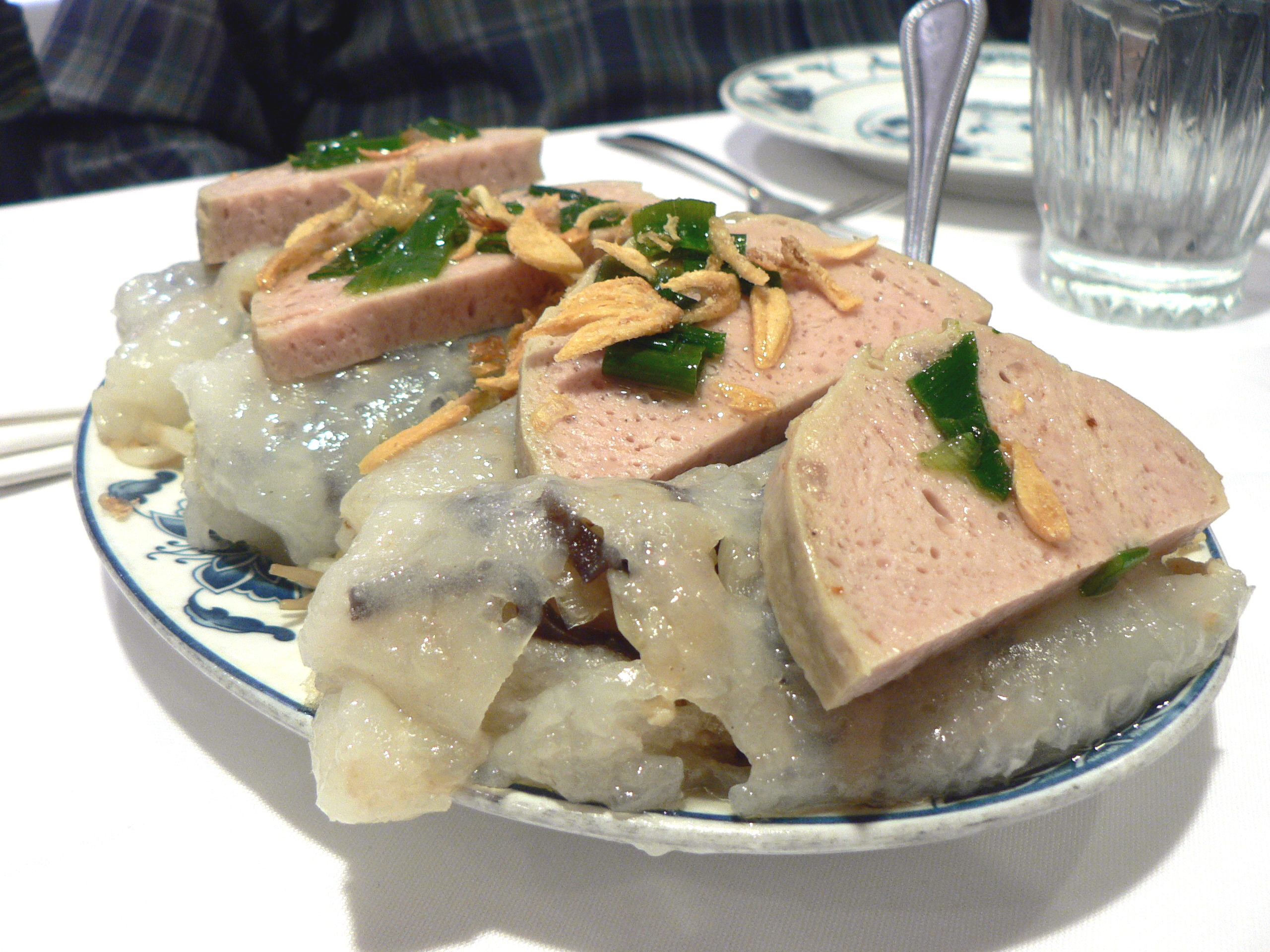
Rodajas de chả lụa servidas sobre bánh cuốn y guarnecidas con ajo frito.

El chả lụa es un plato vietnamita, conocido también como jamón de Vietnam o salchicha de Vietnam. El término giò lụa es parte del dialecto norvietnamita, mientras  que chả lụa es del dialecto del centro y sur de Vietnam.

## Producción y consumo

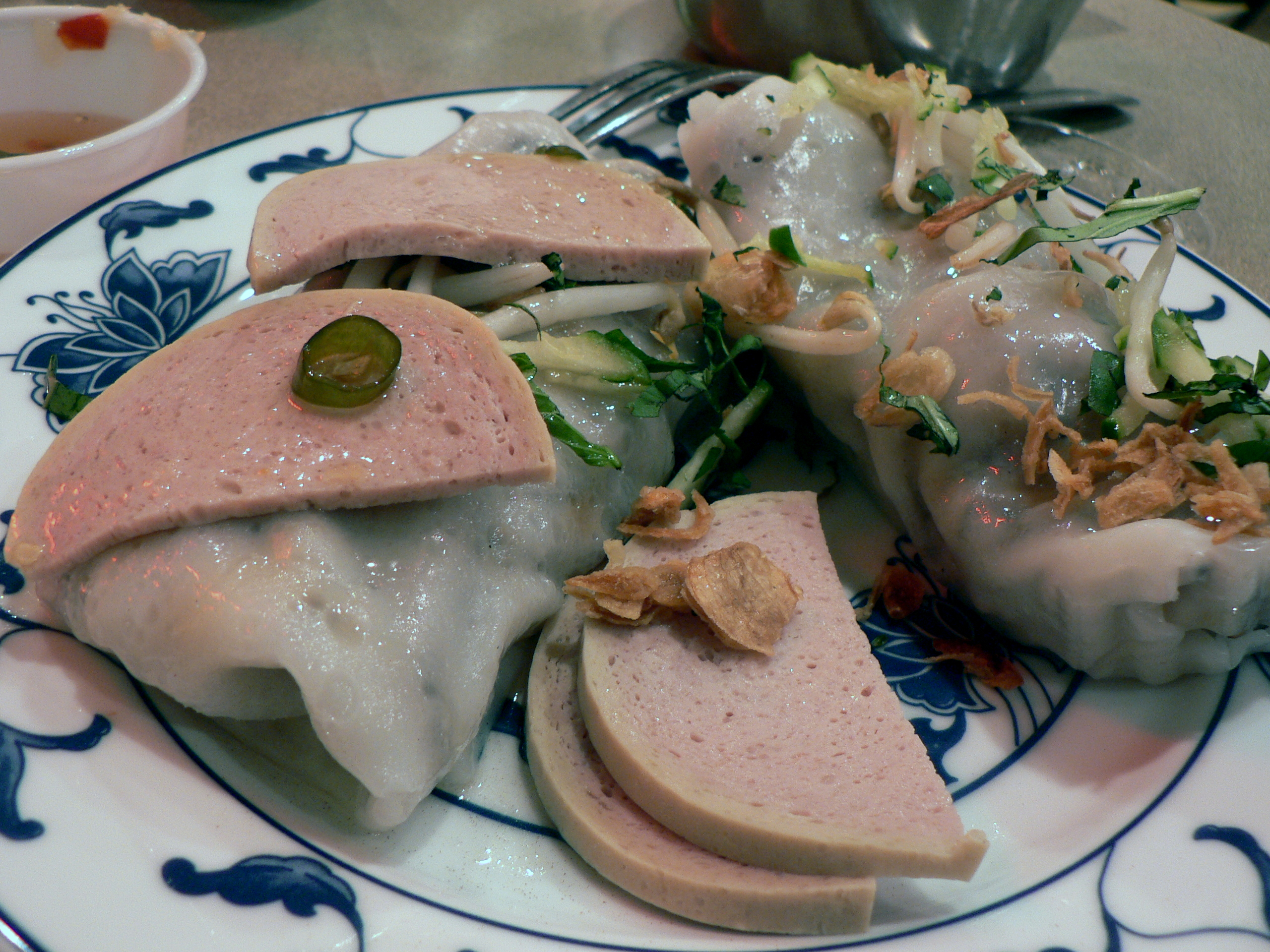
Presentación típica del chả lụa.

Tradicionalmente el chả lụa se hace con carne de cerdo magra, almidón de patata y nước mắm (salsa de pescado). La carne de cerdo tiene que golpearse hasta que se vuelva pastosa; no puede cortarse o picarse ya que seguiría siendo fibrosa, seca y quebradiza. Casi al final del período de golpeado se añaden unas pocas cucharadas de nước mắm a la carne para darle sabor, aunque también pueden añadirse sal, pimienta negra molida y azúcar. La carne se llama entonces giò sống, que significa ‘salchicha cruda’, y también puede utilizarse en otros platos.
La mezcla se envuelve entonces fuertemente en hojas de plátano dándole forma cilíndrica y se hierve. Si la hoja de plátano no se ajusta bien y el agua se filtra al interior mientras se está cociendo, la salchicha se estropeará. La salchicha tiene que sumergirse verticalmente en agua hirviendo, y por lo general para una salchicha de 1 kg se necesita una hora de cocción. Al hacer chả lụa a mano, una forma habitual de saber si está bien cocida es lanzar la salchicha contra una superficie dura: si rebota, es buena.
El chả lụa más famoso procede de la localidad de Ước Lễ, Thanh Oai (provincia de Hà Tây, norte de Vietnam), donde la gente se enorgullece de elaborar profesionalmente chả lụa. Cuando cocinan chả lụa, los habitantes de Ước Lễ encienden una varita de incienso de igual longitud a la circunferencia de la sección transversal de la salchicha, pues creen que cuando el incienso se ha quemado completamente, la salchicha esté bien cocida.
El chả lụa correctamente preparado puede almacenarse a temperatura ambiente durante aproximadamente una semana.
Durante la primera ola de inmigrantes vietnamitas a los Estados Unidos a mediados de la década de 1970, las hojas de plátano eran difíciles de encontrar y por ellos los cocineros vietnamitas las sustituyeron por papel de aluminio, costumbre que continúa hoy.
La salchicha suele cortarse en rodajas y se come con bánh cuốn, bánh mì o xôi, o estofada en salsa de pescado y pimienta negra con otros platos de carne. Si se fríe se le llama chả chiên.